# Viburnum congestum
Viburnum congestum är en desmeknoppsväxtart som beskrevs av Alfred Rehder. Viburnum congestum ingår i släktet olvonsläktet, och familjen desmeknoppsväxter. Inga underarter finns listade i Catalogue of Life.